# Iuri Gavrilov
Iuri Gavrilov   (Odintsovo, 3 de maig de 1953) és un exfutbolista rus de la dècada de 1970.
Fou 46 cops internacional amb la selecció soviètica amb la qual participà en la Copa del Món de Futbol de 1982.
Pel que fa a clubs, defensà els colors de Dynamo Moscou, Spartak Moscou, Dnipro i Lokomotiv Moscou.
Ha estat seleccionador de la República Democràtica del Congo.